# Love Sharalala (李政奉單曲)
《Love Sharalala》（韓語：러브 샤랄랄라）是韓國知名歌手李政奉（Lee Jung Bong）睽違七年再度於2013年1月31日由CJ E&M所發行的全新創作單曲。

## 單曲概要
本作是在韓以《怎麼辦》一曲聞名的歌手李政奉在2006年另名「雷歐」推出首張正規專輯《Lovely Person》後睽違七年再度於2013年1月31日發行的全新創作音樂單曲。
同名主打歌曲《Love Sharalala》是一首能感受男子深信著純潔愛情的歌曲，並透過演唱著憂鬱而低沉的嗓音帶領聽者進入愛情的國境，此外，該曲還能聽見在以優雅華麗的弦樂為襯底的李政奉世界級八段式高音。與音源同時公開的音樂影像，是由演技派演員金奎吏與趙東赫共同演出，在此部影像亦可感受淚眼漫溢心已成殤的愛情故事。
後續曲《愛情阿 Goodbye》是與韓國人氣組合「SS501」主唱許永生首次合作的音樂歌曲。曲目以抒情的二重唱呈現許永生感性歌聲與李政奉富有90年代復古情懷醇厚的聲線，傳遞男子儘管仍愛著卻不得不放手的歌詞意境。另透過李政奉專訪得知該曲錄製時程順利在三小時內完成，更於2013年2月3日採訪內容中表示該曲是為許永生而作曲，因遺憾未收錄於許永生專輯而提議將該曲收錄於本作中作為後續曲發行。

## 曲目
| 曲序 | 曲目                                            | 时长 |
| ---- | ----------------------------------------------- | ---- |
| 1.   | Love Sharalala（러브샤랄랄라）                  | 3:29 |
| 2.   | 愛情阿 Good Bye（사랑아 굿바이 Duet By 許永生） | 3:21 |
| 3.   | 愛情阿 Good Bye（사랑아 굿바이）                | 3:21 |
| 4.   | Love Sharalala（演奏版本）                      | 3:29 |
| 5.   | 愛情阿 Good Bye（演奏版本）                     | 3:10 |

## 外部連結
-  DAUM MUSIC- 單曲 LOVE SHALALALA 專頁